# Свентокшиські гори
50°53′ пн. ш. 20°54′ сх. д. / 50.883° пн. ш. 20.900° сх. д.
Свентокшиські гори (Гори Святого Хреста) (польською мовою: Góry Świętokrzyskieⓘ) — гірський масив в південно-східній частині центральної Польщі, розміщений на Келецькому плато в Свентокшиському воєводстві. Крім Судетів є одним з найстаріших гірських пасем у Польщі . Гірське пасмо складається з окремих хребтів. Два найвищі шпилі розміщені на гірському хребті Лисогори: гора Лисиця (612 м над рівнем моря) і його найвідоміша гора Лиса гора (593 метри). Разом із Краків-Ченстоховською височиною гори утворюють область, яку називають Малопольська височина (Wyżyna Małopolska).
Площа цих гір 1684 км². Приблизне положення 50°53'N 20°55'E.

## Передісторія
Свентокшиські гори є одним з найстаріших гірських ланцюгів в Європі. Вони були сформовані під час каледонського горотворення на межі силурійського і девонського періоду, а потім у період герцинського орогенезу (нижній кам'яновугільний період) і знову під час альпійського орогенезу (третинний період).
Регіон розташовувався колись на південному березі стародавнього суперконтиненту Лавразія. Найстаріші з відомих викопних доказів існування чотириногих мають приблизно 395 млн років, — їхні сліди знайшли в селі Захо́лм'я (пол. Zachełmie; гміна Загнаньськ Свентокшиського воєводства). Гори також дали найстаріші докази залишків динозавроморфів (лат. Dinosauromorpha). Були знайдені сліди ранніх двоногих динозаврів, відомих як лат. Sphingopus (вік від 246 млн років тому).

## Історія
У ранньому Середньовіччі, Свентокшиські гори були центрами видобутку залізної руди, свинцю і міді. Пізніше вони також були значними при видобутку вапняку і червоного пісковика. В наш час[коли?] у центральній частині гір розташовано Свентокшиський національний парк.
Назву «Гори Святого Хреста» гірський масив отримав через християнську реліквію із сусіднього бенедиктинського монастиря на Лисій Горі — шматочок дерева від хреста, на якому був розп'ятий Ісус Христос. Бенедиктинський монастир Святого Хреста (Święty Krzyz) був заснований на місці язичницького храму (за легендою, в 1006 році королем Польщі Болеславом Хоробрим, але більшість джерел вказують на XI століття).

## Ландшафт і природа

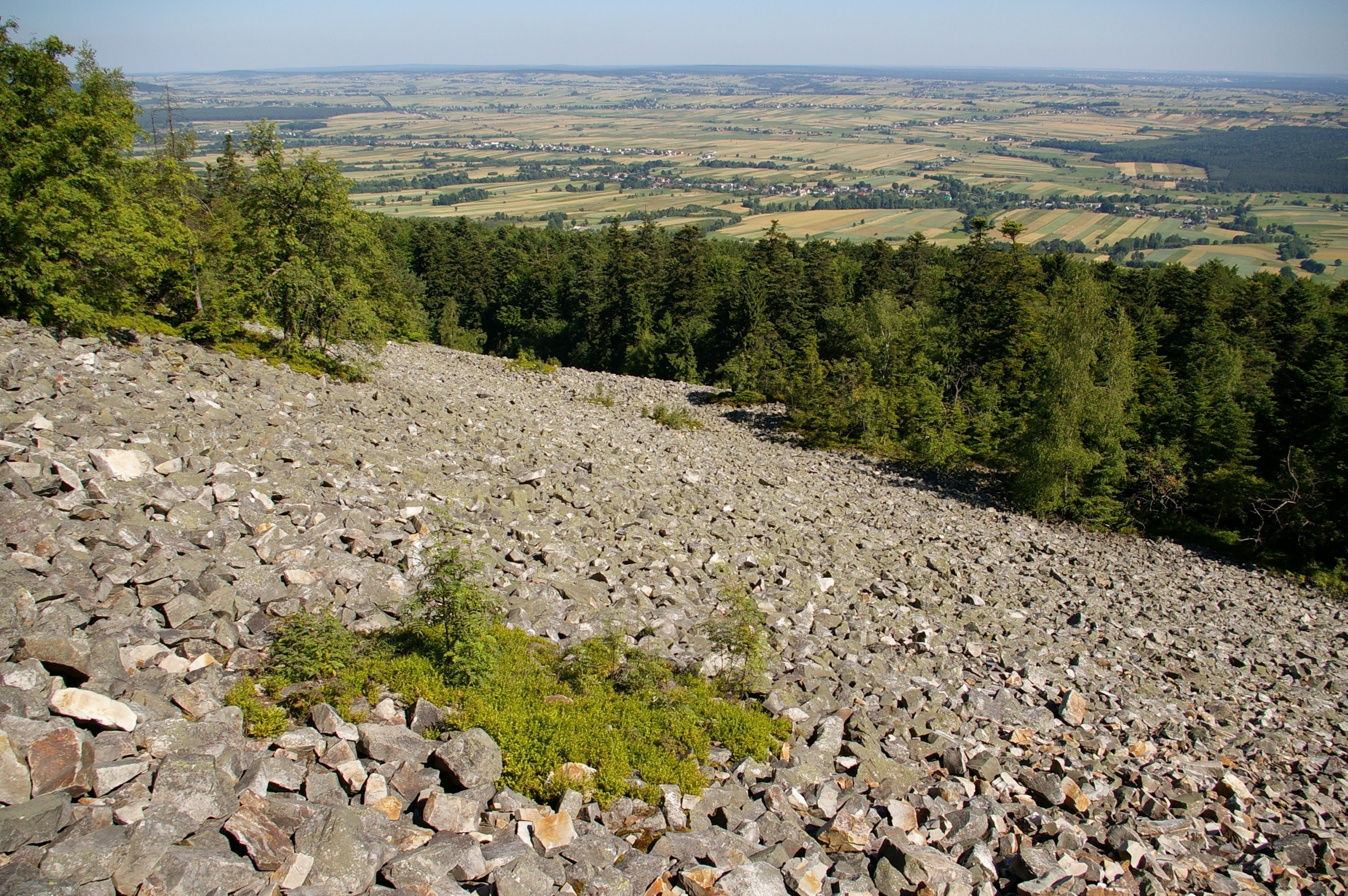
Кам'янисті розсипи на Лисій горі (Gołoborze)

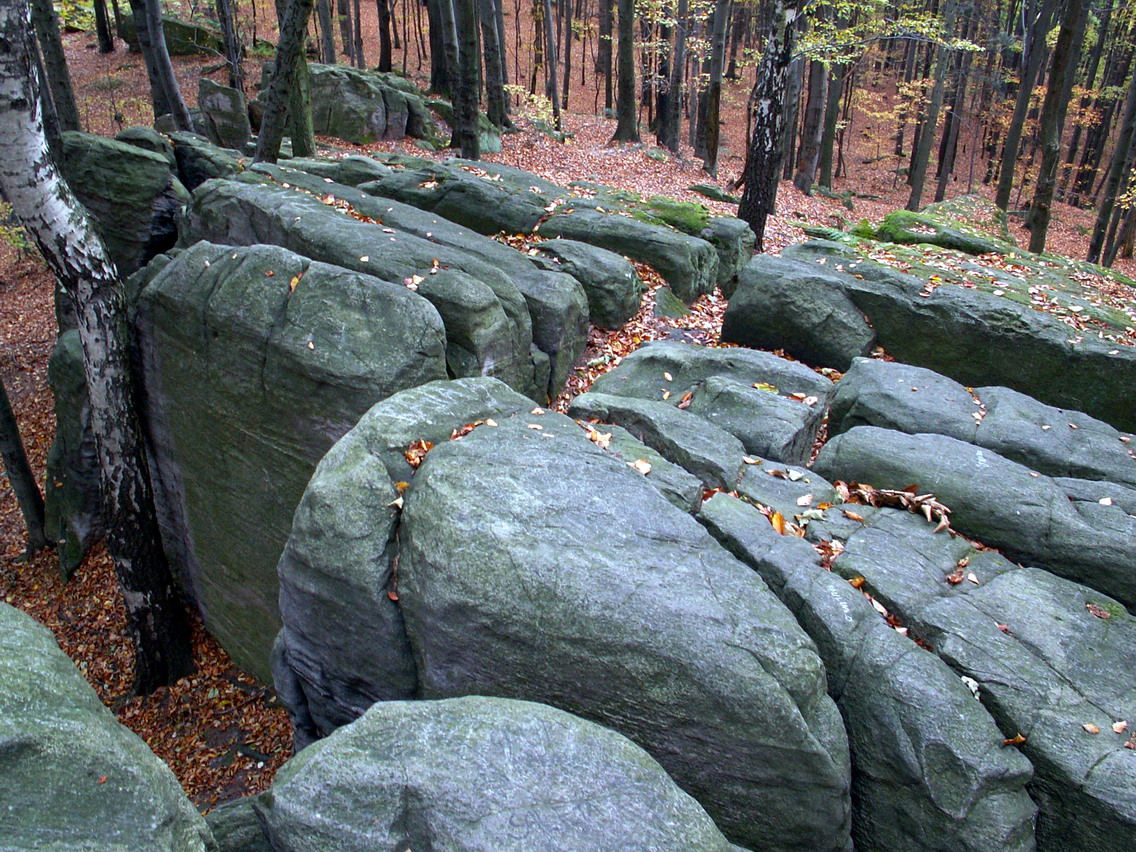
Скельний пісковик на Буковій Горі (Bukowa góra)

Гори вкриті ялицевими і буковими лісами.
Для ландшафту найвищих гір характерні круті схили, глибоко порізані долинами, останці і кам'янисті розсипи валунів, скального щебеню скальних порід, утворених внаслідок вивітрювання пізньокембрійських кварцових пісковиків(містять понад 80% діоксиду кремнію SiO2) протягом четвертинного періоду. Назва «ґолобоже» (пол. gołoborze) є регіональною і означає місце «голе», без «бору».
Область Свентокшиських гір є вододілом притоків Вісли.
Біля підніжжя Лисої гори розміщені села Св'ята Катерина, (пол. Święta Katarzyna) і Нова Слуп'я (пол. Nowa Słupia), які є туристичними центрами.

## Клімат

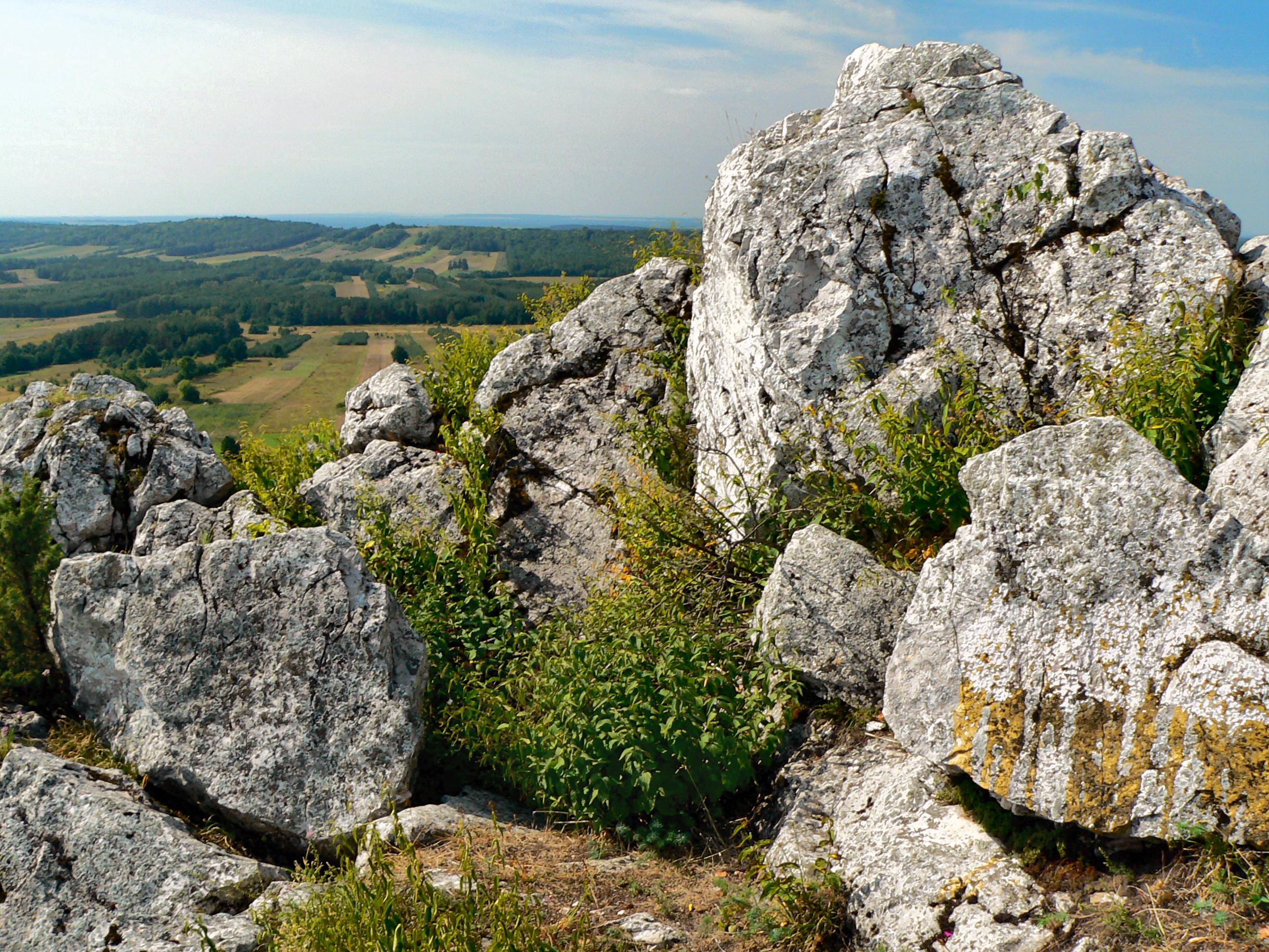
Вапнякові скелі на вершині гори Мідянка (Miedzianka)

Середня річна температура приблизно на 1–2°С нижча, ніж температура у Варшаві і становить 6–7°С. Середня кількість опадів на рік становить від 650 до 900 мм. Найвищі вершини покриті снігом з листопада по квітень. Середня тривалість снігового покриву 50-90 днів на рік. Подібно як у вищих горах, можна спостерігати явище температурної інверсії — температура нагрітих гірських схилів може бути навіть на 5° С вищою, ніж у нижній частині долин, розміщених на десятки метрів нижче.

## Гірські хребти
Гірський масив складається в основному з морських відкладень, тепер відомі як граувакка, пісковик, присутні сланець і кварцит.
Свентокшиські гори складаються з декількох хребтів, що лежать паралельно один до одного, витягаючись з заходу на схід. Головна вісь цих хребтів становить близько 70 км у довжину. Розпочинаються вони на заході біля села Добжешова (пол. Dobrzeszów). До їх складу входять від заходу: хребет Добжешовський (пол. Pasmo Dobrzeszowskie), хребет Обленгорський (пол. Pasmo Oblęgorskie), пагорби Тумлінські (пол. Wzgórza Tumlińskie), хребет Масловський (пол. Pasmo Masłowskie) , Лисогори і хребет Єленьовський (пол. Pasmo Jeleniowskie), який закінчується в районі міста Опатова. Вся територія посічена ущелинами річок: Лососна (Łosośna), Бобжа (Bobrza), Любжанка (Lubrzanka) і Слуп'янка (Słupianka). На південь від Лисогор є невеликий хребет Белінський (пол. Pasmo Bielińskie).